# Св. Сава (Савинден)
На 5 декември, всяка година се празнува Св. Сава или още така наречен празника Савовден (Савинден). Още на този ден започват да се приготвят ястия за Никулден (Св. Николай). Започват и традиционните пости.
На Савинден празнуват хората със следните имена: Сава, Сав, Слав, Слава, Савина, Съби, Събка, Съботин, Съботина, Славомир, Славомира, Сафка, Светослав, Светослава, Светльо, Савел, Савела, Славчо, Славе, Слави, Славян, Славяна, Славен, Славена, Венцислав, Венцислава, Десислав, Десислава, Мирослав, Мирослава, Ростислав, Ростислава, Росислав, Росислава, Велислав, Велислава, Вилислав, Вилислава, Алексислав, Алексислава, Елисавет и Елисавета.
На този ден всички със Славянски имена празнуват имен ден, по църковният християнски календар.